# Lijst van boekbandontwerpers

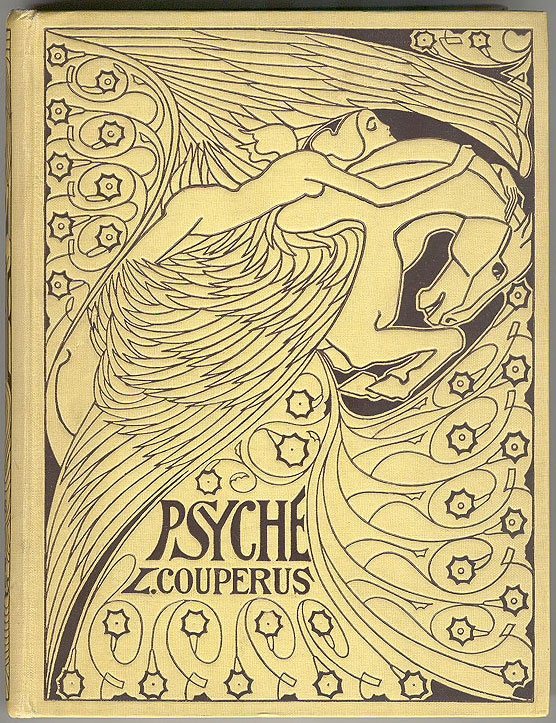
Boekbandontwerp van Jan Toorop voor Psyche

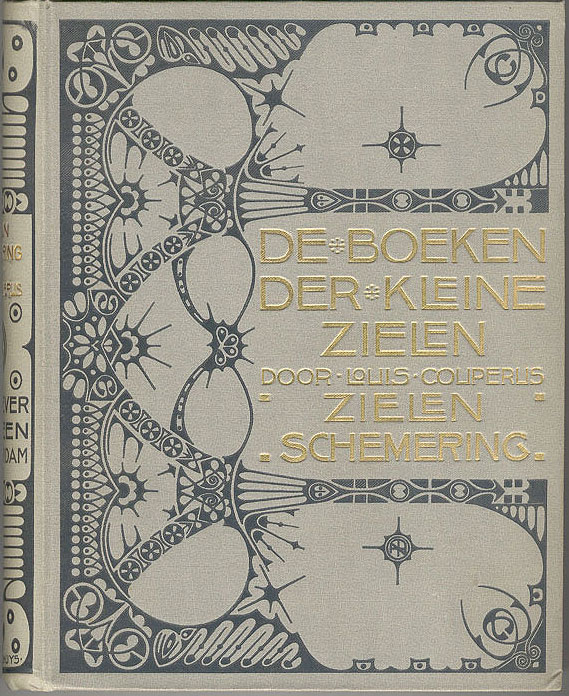
Boekbandontwerp van Theo Neuhuys voor Boeken der Kleine Zielen

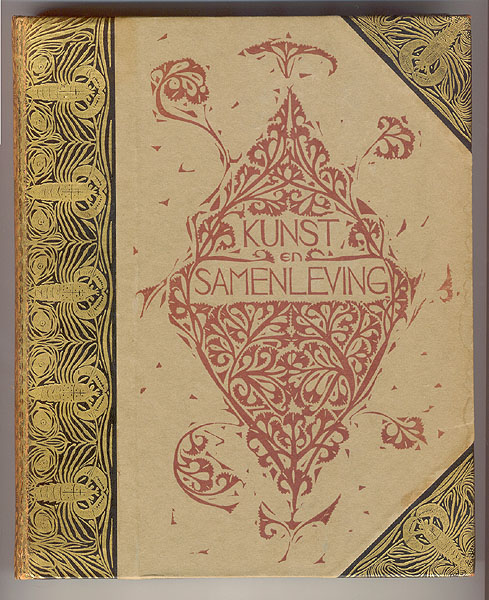
Bandontwerp van G.W. Dijsselhof Kunst en Samenleving, Scheltema & Holkema 1903

Dit is een lijst van Nederlandse boekbandontwerpers, waaronder ook enige buitenlanders die in Nederland gewerkt hebben. Een boekbandontwerper is iemand die een boekband, omslag of een stofomslag voor boeken ontwerpt.
In de periode 1890-1940 werden in Nederland boekbanden ontworpen die bijzonder kenmerkend zijn in hun vormgeving. 
Onderstaande kunstenaars waaronder enige buitenlanders (voorkomende bij Wikipedia) ontwierpen één of meerdere boekbanden of stofomslagen in die periode. Koplopers in deze lijst zijn J.B. Heukelom, André Vlaanderen, Pieter A.H. Hofman, Johan Briedé en Fré Cohen die talloze boekbanden en omslagen hebben ontworpen. 

## A
- Sijtje Aafjes
- Johannes Josephus Aarts
- Wim Abeleven
- Richard Acke
- Désiré Acket (Belg)
- Christiaan Johannes Addicks
- Gerrit Adriaans
- Cris Agterberg
- Johannes Evert Hendrik Akkeringa
- Adri Alindo
- Wobbe Alkema
- Peter Alma
- Cor Alons
- Lex Althoff
- Jan Altink
- J.C. Altorf
- Nans Amesz
- Emmy Andriesse
- Lizzy Ansingh
- Gerd Arntz
- Willem Arondeus

## B
- Nico Baak
- Corrie van der Baan
- Tine Baanders
- Pieter Willem van Baarsel
- Bertha Bake
- Gerard Baksteen
- Lex Barten
- K.P.C. de Bazel
- Hans Beers
- Charles Behrens
- Frits van Bemmel
- Cato Berlage
- H.P. Berlage
- Pieter den Besten
- Wladimir A. Bielkine
- Jeanne Bieruma Oosting
- Meijer Bleekrode
- Adolf Blitz
- Nelly Bodenheim
- Dirk Boode
- Charles Boost
- Hans Borrebach
- Jac. van den Bosch
- Tjeerd Bottema
- Tjerk Bottema
- Johan Braakensiek
- Geraldo Abraham Brender à Brandis
- Johan Briedé
- Kuno Brinks
- Wim Brusse
- Bernardus Bueninck
- D.A. Bueno de Mesquita

## C
- Henny Cahn
- Agnes Canta
- Jozef Cantré (Belg)
- J.G. van Caspel
- Benjamin Stephanus Claus
- Fré Cohen
- Theodoor Colenbrander
- Joan Collette
- Co-op 2
- Andries Copier
- Johanna Coster
- Rie Cramer
- Ladislav Csáder (Tsjech)
- Pierre Cuypers

## D
- Jo Daemen
- Paul van Dam
- August De Decker-Lemaire (Belg)
- Nelly Degouy (Belgische)
- Jules De Praetere  (Belg)
- Cornelis (Cees) Dekker
- A.J. Derkinderen
- Johan Dijkstra
- G.W. Dijsselhof
- Eppo Doeve
- Pol Dom (Belg)
- Charles Doudelet (Belg)
- Wilhelmina Drupsteen
- Erasmus Bernhard van Dulmen Krumpelman
- Pieter Dupont

## E
- Jan Eisenloeffel
- Dick Elffers
- Bernard Essers

## F
- Johan Fabricius
- Jan Feith
- Jan Franken Pzn.
- Henri Friedländer (Duitser)
- Albert Funke Küpper

## G
- Johan Gabriëlse
- Chris van Geel
- Dirk van Gelder
- Piet Gerrits
- Harry Gersteling
- Leo Gestel
- Abraham Frans Gips
- Peter De Greef (Belg)
- Dick Greiner
- Cecile van Grieken
- Jan Hessel de Groot

## H
- Albert Hahn
- Albert Hahn jr.
- Rinze Hamstra
- Herman Hana
- Willem Hardenberg
- Eelco Martinus ten Harmsen van der Beek
- Cornelia van der Hart
- Nola Hatterman
- Jan Havermans
- Johan van Hell
- Piet van der Hem
- Albert Hemelman
- Guust Hens
- Wam Heskes
- Felix Hess
- J.B. Heukelom
- Netty Heyligers
- Susanne Heynemann
- Karel Hoekendijk
- Daan Hoeksema
- Pieter A.H. Hofman
- Léon Holman (Duitser)
- Alice Horodisch-Garnmann
- Theo van Hoytema
- Vilmos Huszár
- Raoul Hynckes

## I
- Frans Van Immerseel (Belg)
- Johan Herman Isings

## J
- Alex Jagtenberg
- Cornelis Jetses
- Reint de Jonge
- Henri Jonas
- Jacob Jongert
- L.J. Jordaan
- Pieter de Josselin de Jong

## K
- Louis Kalff
- Otto de Kat
- Ro Keezer
- Kees Kelfkens
- Albert Klijn
- Rie Knipscheer
- Jac. J. Koeman
- Willem van Konijnenburg
- Nicolaas Petrus de Koo
- Rie Kooyman
- Jan van Krimpen
- Anton Kristians
- Hildo Krop
- Harry van Kruiningen
- Pieter Kuhn
- Sjoerd Kuperus
- Theo Kurpershoek
- Anton Kurvers

## L
- Frans Lammers
- Gerarda de Lang
- Freddie Langeler
- Mabel Lapthorn (Australische)
- Mathieu Lauweriks
- Jan Lavies
- Chris Lebeau
- Bart van der Leck
- Titus Leeser
- Nans van Leeuwen
- Carel Adolph Lion Cachet
- Rein van Looy
- Huib Luns
- Jaap Luttge
- Jan Lutz
- Dick van Luyn

## M
- Piet Marée
- Frans Masereel (Belg)
- Thijs Mauve
- Fokko Mees
- Menno van Meeteren Brouwer
- Is. van Mens
- Frans Mettes
- Lex Metz
- Agta Meijer
- Wybo Meyer
- Bernardina Midderigh-Bokhorst
- Herman Moerkerk
- Pieter Hendrik van Moerkerken jr.
- Ben Mohr
- Antoon Molkenboer
- Theo Molkenboer
- Simon Moulijn
- Henk Munnik

## N
- Theo Neuhuys
- Alfred Van Neste (Belg)
- Willem van Nieuwenhoven
- Willem van Nieuwenhoven jr.
- Theo Nieuwenhuis
- W.O.J. Nieuwenkamp
- Dirk Nijland
- Frans van Noorden
- Jac. Nuiver

## O
- Edmond van Offel (Belg)
- Melle Oldeboerrigter
- Cas Oorthuys
- Andries Oosterbaan
- Alfred Ost (Belg)
- Jan Otter
- Gijsbertus Johannes van Overbeek
- Wim van Overbeek

## P
- Anton Pieck
- Henri Pieck
- Nan Platvoet
- Jan Poortenaar
- Philip van Praag Sr.
- Johan Prijs

## R
- Louis Raemaekers
- George van Raemdonck
- Sybold van Ravesteyn
- Rie Reinderhoff
- Beb Reith
- Engelien Reitsma-Valença
- Ella Riemersma
- Gerrit Rietveld
- Jan Rinke
- Charles Roelofsz
- Leonard Roggeveen
- Cornelis Rol
- Richard Roland Holst
- S.H. de Roos
- Jan Rot
- Jan Rotgans
- J.F. van Royen
- Willem Jacob Rozendaal
- Georg Rueter
- Pam Rueter

## S
- Helmut Salden (Duitser)
- Willem Sandberg
- Lodewijk Schelfhout
- Willy Schermelé
- Stefan Schlesinger
- Henri Schoonbrood
- Nico Schrier
- Jo Schrijnder
- Wim Schuhmacher
- Paul Schuitema
- Mommie Schwarz
- Karel van Seben
- Lambert Simon
- Anna Sipkema
- Joop Sjollema
- Ger Sligte
- Willy Sluiter
- Karel Sluijterman
- Jan Sluyters
- Elie Smalhout
- René Smeets
- Rein Snapper
- Jo Spier
- Kees Spoor
- Margaret Staal-Kropholler
- Cuno van den Steene
- Kees Strooband
- Rein Stuurman
- Zoltán Szathmáry (uit Oostenrijk-Hongarije)

## T
- Willem Jiddo Taanman
- Herman Teirlinck (Belg)
- Karel Thole
- Johan Thorn Prikker
- Felix Timmermans (Belg)
- Annie Tollenaar-Ermeling
- Jan Toorop
- Jelle Troelstra
- Otto van Tussenbroek
- Edgar Tijtgat (Belg, ook wel gespeld als Tytgat}
- Medard Tytgat (Belg, broer van Edgar)]

## U
- Paul Urban (Duitser)

## V
- Willem Vaarzon Morel
- Anton van der Valk
- N.J. van de Vecht
- Bas van der Veer
- J.G. Veldheer
- Leo Visser (kunstenaar)
- Tjipke Visser
- André Vlaanderen
- Bernard van Vlijmen
- Jan Voerman
- Jo Voskuil
- Hans Detlev Voss (Duitser)
- André van der Vossen
- Jannes de Vries
- R.W.P. de Vries

## W
- Gustaaf van de Wall Perné
- Ludwig Willem Reymert Wenckebach
- Hendrik Wiegersma
- Jan Wiegman
- Matthieu Wiegman
- Ben Wierink
- George Wildschut
- Machiel Wilmink
- Henri Wils  (Belg)
- Piet Worm
- Wilm Wouters
- H. Th. Wijdeveld
- Ruscha Wijdeveld

## Z
- Piet Zwart
- Lambertus Zwiers